# Ruggero Trevisan
Ruggero Trevisan (Latisana, 12 marzo 1990) è un ex rugbista a 15 italiano, già estremo di Aironi, Zebre e Benetton.

## Biografia
Nativo di Latisana (UD) ma cresciuto a Caorle, compì la trafila delle giovanili nel San Donà, club di cui suo padre Sandro è presidente, aggiudicandosi diversi tornei giovanili.
Già segnalatosi nell'Italia Under-17, nel 2008, a 18 anni, esordì in serie A con il San Donà e la stagione successiva fu all'Accademia federale FIR di Tirrenia.
Nel 2010 fu ingaggiato dai parmigiani dei Crociati con cui esordì in Eccellenza contro il Rugby Roma.
Un anno più tardi fu in Pro12 nelle file degli Aironi e, quando la squadra fu sciolta, fu trasferito alle Zebre, franchise che ne prese il posto.
Nel 2014 fu al Benetton, divenendo così uno dei pochi giocatori ad avere militato in tutte e tre le squadre italiane del campionato celtico; purtuttavia la sua stagione fu costellata da numerosi infortuni che gli permisero di scendere solo due volte in campo, una ciascuna in Pro12 e in Champions Cup.
A livello internazionale vanta presenze anche con l'Italia A alla Churchill Cup e una convocazione nel 2013 nell'Italia maggiore, per la quale tuttavia non esordì mai.
A fine stagione 2014-15 Trevisan comunicò al Benetton l'intenzione di non prolungare il contratto per ritiro dall'attività e, a fine agosto successivo, annunciò la sua prossima entrata in seminario a Roma per iniziare la preparazione al sacerdozio.